# 장성초등학교 (강원)
장성초등학교는 대한민국 강원특별자치도 태백시에 있는 초등학교다.

## 학교 연혁
- 1938년 5월 14일 장성공립심상소학교 개교
- 1941년 4월 1일 교명 변경 (장성공립국민학교)
- 1996년 3월 1일 장성초등학교로 개칭
- 2013.07.18 태백산기 전국 소년 핸드볼대회 우승
- 2018.11.17 전국 스포츠클럽 여자 핸드볼 우승
- 2023.01.07 제84회 졸업식(졸업생 17명, 계 14,700명)
- 2023.03.01 제36대 박종국 교장 부임
- 2023.03.01 7학급 편성(특수학급 1포함), 병설유치원 개원